# Courbesseaux
Courbesseaux és un municipi francès situat al departament de Meurthe i Mosel·la i a la regió del Gran Est. L'any 2007 tenia 233 habitants.

## Demografia

### Població
El 2007 la població de fet de Courbesseaux era de 233 persones. Hi havia 89 famílies, de les quals 19 eren unipersonals (5 homes vivint sols i 14 dones vivint soles), 28 parelles sense fills i 42 parelles amb fills.
La població ha evolucionat segons el següent gràfic:
Habitants censats

### Habitatges
El 2007 hi havia 95 habitatges, 88 eren l'habitatge principal de la família, 5 eren segones residències i 2 estaven desocupats. Tots els 95 habitatges eren cases. Dels 88 habitatges principals, 80 estaven ocupats pels seus propietaris, 7 estaven llogats i ocupats pels llogaters i 1 estava cedit a títol gratuït; 6 tenien tres cambres, 17 en tenien quatre i 65 en tenien cinc o més. 77 habitatges disposaven pel capbaix d'una plaça de pàrquing. A 39 habitatges hi havia un automòbil i a 46 n'hi havia dos o més.

### Piràmide de població
La piràmide de població per edats i sexe el 2009 era:
| Homes | Edats   | Dones |
| ----- | ------- | ----- |
| 0     | 95 o +  | 0     |
| 0     | 90 a 94 | 0     |
| 0     | 85 a 89 | 0     |
| 0     | 80 a 84 | 4     |
| 0     | 75 a 79 | 0     |
| 0     | 70 a 74 | 4     |
| 4     | 65 a 69 | 0     |
| 4     | 60 a 64 | 8     |
| 8     | 55 a 59 | 12    |
| 12    | 50 a 54 | 12    |
| 16    | 45 a 49 | 12    |
| 4     | 40 a 44 | 0     |
| 0     | 35 a 39 | 0     |
| 8     | 30 a 34 | 8     |
| 4     | 25 a 29 | 16    |
| 12    | 20 a 24 | 12    |
| 16    | 15 a 19 | 20    |
| 4     | 10 a 14 | 4     |
| 4     | 5 a 9   | 4     |
| 0     | 0 a 4   | 0     |

## Economia
El 2007 la població en edat de treballar era de 146 persones, 115 eren actives i 31 eren inactives. De les 115 persones actives 108 estaven ocupades (58 homes i 50 dones) i 8 estaven aturades (6 homes i 2 dones). De les 31 persones inactives 16 estaven jubilades, 7 estaven estudiant i 8 estaven classificades com a «altres inactius».

### Ingressos
El 2009 a Courbesseaux hi havia 98 unitats fiscals que integraven 275 persones, la mediana anual d'ingressos fiscals per persona era de 21.162 €.

### Activitats econòmiques
Dels 6 establiments que hi havia el 2007, 1 era d'una empresa de fabricació d'altres productes industrials, 3 d'empreses de comerç i reparació d'automòbils i 2 d'empreses de serveis.
L'any 2000 a Courbesseaux hi havia 8 explotacions agrícoles.

## Equipaments sanitaris i escolars
El 2009 hi havia una escola maternal integrada dins d'un grup escolar amb les comunes properes formant una escola dispersa.

## Poblacions més properes
El següent diagrama mostra les poblacions més properes.